# Money in the Bank (2012)
Money in the Bank 2012 là sự kiện thứ 7 trong 12 sự kiện pay-per-view đấu vật chuyên nghiệp sản xuất bởi WWE năm đó, và là lần thứ ba của chuỗi sự kiện thường niên Money in the Bank, diễn ra ngày 15 tháng 7 năm 2012, tại US Airways Center ở Phoenix, Arizona. Sự kiện có 188.000 lượt mua, hơi giảm so với 195.000 lượt mua ở Money in the Bank 2011.

## Kết quả
| #                                                                                     | Kết quả | Thể loại                                                                                           | Thời gian |
| ------------------------------------------------------------------------------------- | --- | -------------------------------------------------------------------------------------------------- | --------- |
| 1P                                                                                    | R-Truth và Kofi Kingston đánh bại Camacho và Hunico | Trận đấu đồng đội                                                                                  | 08:24     |
| 2                                                                                     | Dolph Ziggler (cùng với Vickie Guerrero) đánh bại Christian, Cody Rhodes, Damien Sandow, Tensai (cùng với Sakamoto), Tyson Kidd, Santino Marella và Sin Cara | Trận đấu thang Money in the Bank tranh hợp đồng tranh đai World Heavyweight Championship           | 18:29     |
| 3                                                                                     | Sheamus (c) đánh bại Alberto Del Rio (cùng với Ricardo Rodriguez)                                                                                            | Trận đấu đơn tranh đai World Heavyweight Championship                                              | 14:24     |
| 4                                                                                     | Primo và Epico (cùng với Rosa Mendes) đánh bại The Prime Time Players (Darren Young và Titus O'Neil) (cùng với A.W.)                                         | Trận đấu đồng đội                                                                                  | 07:31     |
| 5                                                                                     | CM Punk (c) đánh bại Daniel Bryan | Trận đấu No Disqualification tranh đai WWE Championship với AJ Lee là trọng tài khách mời đặc biệt | 27:48     |
| 6                                                                                     | Ryback đánh bại Curt Hawkins và Tyler Reks | Trận đấu chấp người                                                                                | 04:22     |
| 7                                                                                     | Kaitlyn, Layla và Tamina Snuka đánh bại Beth Phoenix, Eve Torres và Natalya                                                                                  | Trận đấu đồng đội nữ 6 người                                                                       | 03:23     |
| 8                                                                                     | John Cena đánh bại Big Show, Chris Jericho, Kane và The Miz                                                                                                  | Trận đấu thang Money in the Bank tranh hợp đồng tranh đai WWE Championship                         | 20:03     |
| - (c) – chỉ người vô địch bước vào trận đấu - P – chỉ trận đấu diễn ra trong pre-show | | |           |

## Nhân sự trên màn ảnh khác
| Bình luận viên - Jerry Lawler - Michael Cole - Booker T - Carlos Cabrera (tiếng Tây Ban Nha) - Marcelo Rodríguez (tiếng Tây Ban Nha) Người phỏng vấn - Josh Mathews - Matt Striker | Ring announcer - Lilian Garcia - Justin Roberts Trọng tài - Rod Zapata - Mike Chioda - John Cone - AJ Lee (CM Punk vs. Daniel Bryan) - Chad Patton - Marc Harris |